# 圣埃利克斯堡
圣埃利克斯堡（法語：Saint-Élix-le-Château，法語發音：[sɛ̃t‿eliks lə ʃato]）是法国上加龙省的一个市镇，属于米雷区。

## 地理
圣埃利克斯堡（43°16'46"N, 1°8'19"E）面积10.52 平方千米，位于法国奧克西塔尼大區上加龙省，该省份为法国西南部内陆省份，西南端与西班牙接壤，自此顺时针与上比利牛斯省、热尔省、塔恩-加龙省、塔恩省、奥德省和阿列日省接壤。
与圣埃利克斯堡接壤的市镇（或旧市镇、城区）包括：拉菲特维戈尔达讷、勒富瑟雷、科曼日地区拉沃拉内、马里尼亚克-拉斯克拉尔、加龙河畔圣于连、加龙河畔萨勒。
圣埃利克斯堡的时区为UTC+01:00、UTC+02:00（夏令时）。

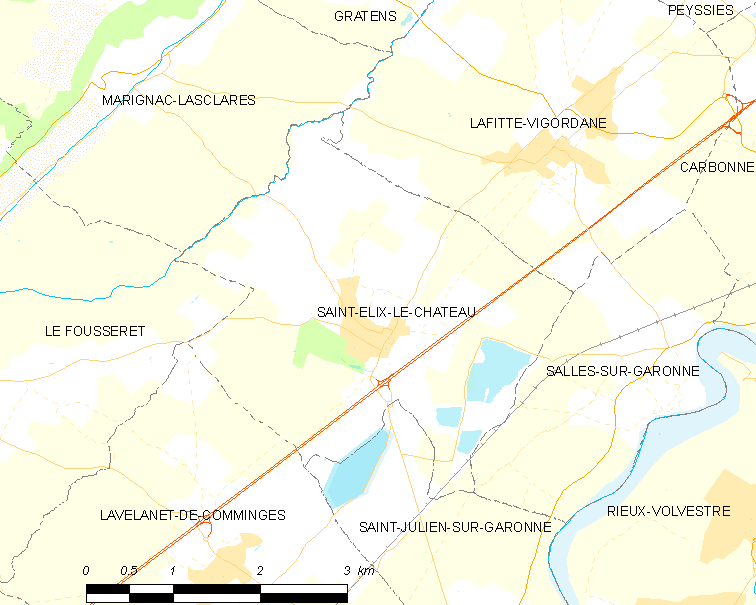
圣埃利克斯堡的OSM定位图

## 行政
圣埃利克斯堡的邮政编码为31430，INSEE市镇编码为31476。

## 政治
圣埃利克斯堡所属的省级选区为卡泽尔县。

## 人口

1962-2008年间圣埃利克斯堡人口变化图示

圣埃利克斯堡于2022年1月1日时的人口数量为927人。